# 明瀨山光彥
明瀨山光彥（日語：明瀬山 光彦；1985年7月18日—），原名深尾光彥，日本愛知縣春日井市出身的前大相撲力士。他身高182cm、體重175kg。最高位置東前頭16枚目（2016年3月場所），所屬相撲部屋是木瀨部屋。

## 早年生活
深尾光彥是一家建材店店主的長子，在小學相撲俱樂部開始了相撲，這是他遇到未來大他一年級的市原孝行的地方。他對市原深表敬意和友誼。 他們在整個學年期間一起練習，看到他們都成為業餘橫綱。 最終在日本大學甚至同樣選擇進入木瀨部屋。

## 生涯
2008年1月，他開始專業相撲生涯。他與另外兩位力士旭大星和譽富士一起亮相。他在每個低級別賽事中只花了一場比賽后迅速升到了幕下級別。在經過近三年的時間後，他終於晉級十兩，但在四場比賽後，他被降回幕下。八年多後，他在2016年3月突破了幕下級別，但在5月季賽中只勝出1次輸了14次，在7月被降回幕下。在那裡他在未來兩年中保持著勝利。 他在2018年3月被升回十兩，並創造了11勝4負的戰績，得到他第一次優勝。
2023年8月10日宣佈引退，成為年寄襲名井筒。